# Anton Estner
Franz Joseph Anton Estner (* 1730 in Würzburg; † 14. Januar 1801 in Wien) war ein deutscher katholischer Geistlicher, der auf dem Gebiet der Mineralogie tätig war.

## Leben
Estner lebte in Wien und beschäftigte sich mit Mineralogie. Er brachte in Wien ein umfangreiches Einführungsbuch dazu heraus, gestützt auf die Ergebnisse von Abraham Gottlob Werner. In diesem Buch ging er auch auf Fossilien ein, welche als Zoolithen bzw. Phytolithen bezeichnet wurden. Die Zoolithen teilte er in Tetrapodoplithen, Ichthyolithen, Conchiten, Madreporiten usw. ein, die Phytolithen u. a. in Dendrolithen.

## Veröffentlichungen
- Freymüthige Gedanken über Werners Verbesserungen in der Mineralogie. Wien 1790.
- Versuch einer Mineralogie für Anfänger und Liebhaber nach des Herrn Bergcommissionsraths Werners Methode. 3 Bände. Wien 1794–1804.